# مسجد الشيخ زايد (الفجيرة)
مسجد الشيخ زايد بالفجيرة، هو المسجد الرئيسي في إمارة الفجيرة، وثاني أكبر مسجد في الإمارات العربية المتحدة بعد المسجد الذي يحمل نفس الاسم في أبوظبي. يقع على طريق محمد بن مطر وسط مدينة الفجيرة. افتتح المسجد عام 2015، وأدى حاكم الفجيرة الشيخ حمد بن محمد الشرقي صلاة العيد الأولى. تبلغ المساحة الكلية للجامع  38580 متر مربع و يتسع ل 28 ألف مصلي منهم 2500 في المنطقة المخصصة للنساء.

## الوصف
يبلغ عدد قباب الجامع 65 قبة، ارتفاع القبة الرئيسية 58 متر،و قطرها الخارجي 45 متر، والداخلي 38 متر، أما القباب النصفية الأربعة، فيبلغ قطر كل منها 32 متر. مساحة السجادات المستخدمة في الجامع 12 ألف و500 متر مربع، وفي سقف قاعة الصلاة الرئيسية هناك أربع ثريات بقطر أربعة أمتار وارتفاع ستة أمتار ونصف المتر لكل منها، أما الثريا الكبيرة في قاعة الصلاة الرئيسية يصل ارتفاعها إلى 18 متر، بقطر 13.5 متر، ووزن سبعة أطنان.وهي الأولى من نوعها في منطقة الخليج

## البناء
يتشابه بناء المسجد في مظهره مع جامع السلطان أحمد (او المسجد الأزرق) في إسطنبول، وهو معلم بارز يمكن رؤيته من العديد من المواقع في وسط مدينة الفجيرة.يتسع المسجد لحوالي 28000 مصلٍ، وتبلغ مساحته 39,000 م2 (3.9 ها؛ 9.6 أكر). تحتوي على 65 منزل وستة مآذن، يتراوح ارتفاعها بين 80 و 100 متر (260 و 330 قدم). يمكن لساحة المسجد، مع النوافير والحدائق، أن تستوعب 14000 شخص.

## معرض الصور

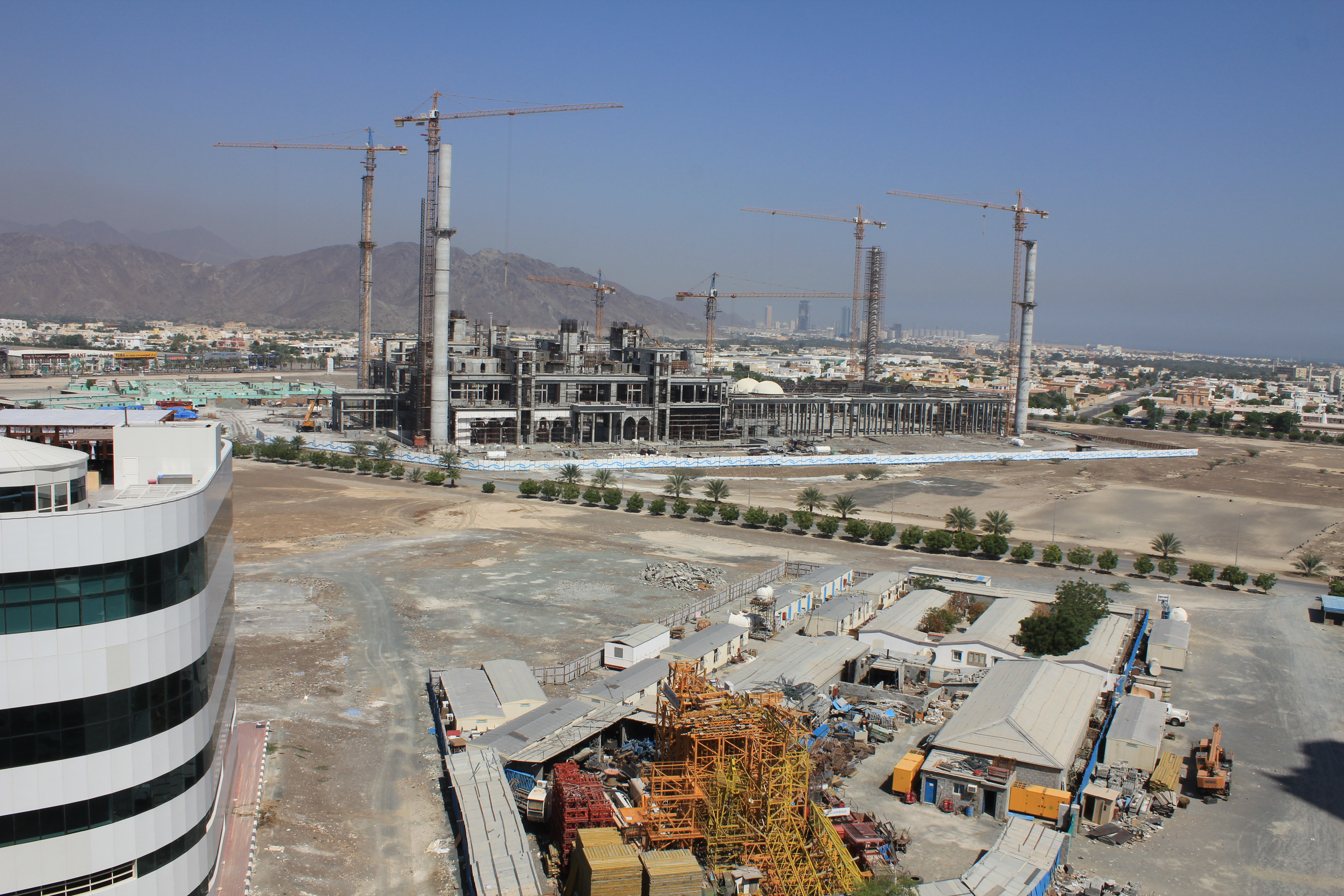
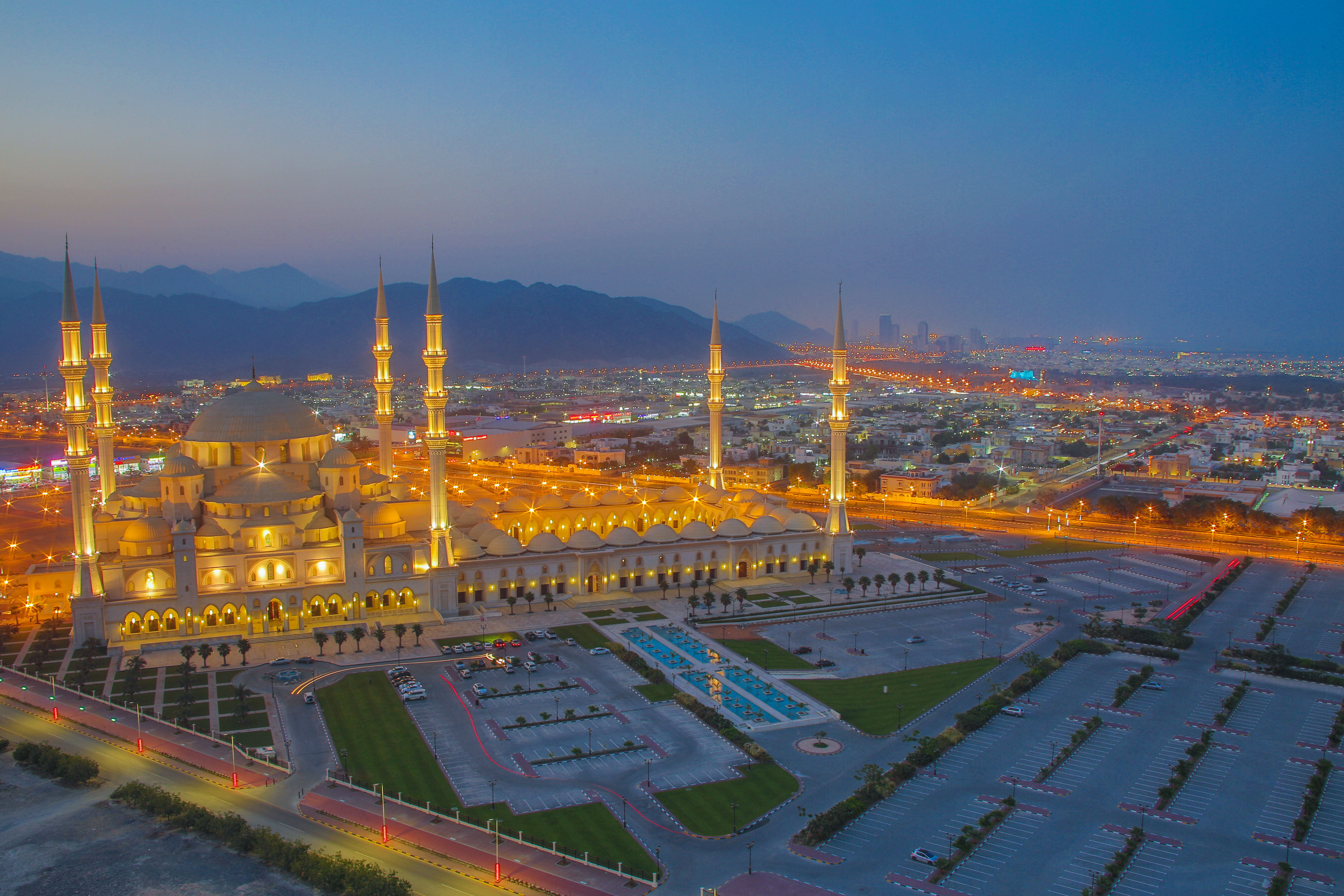
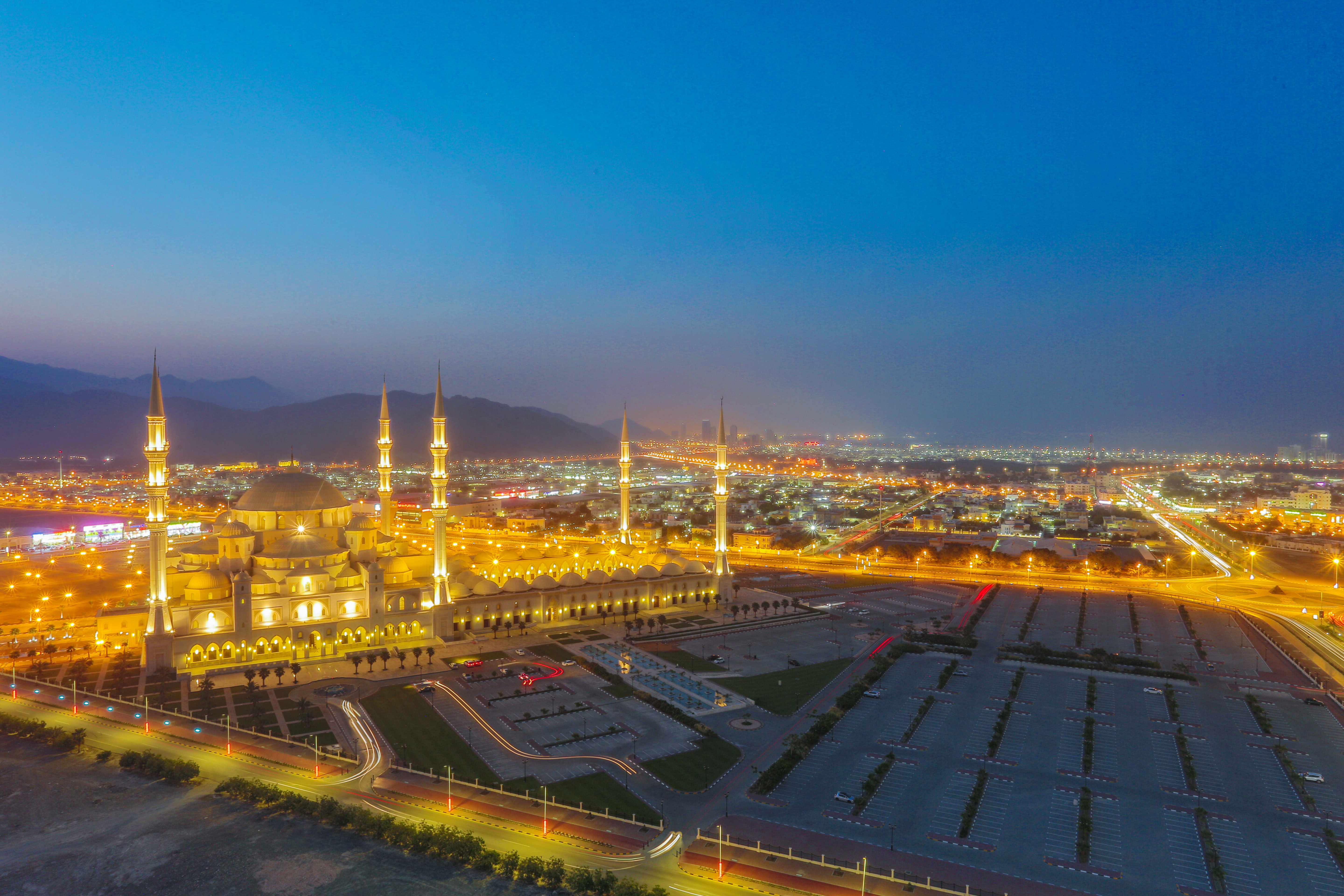
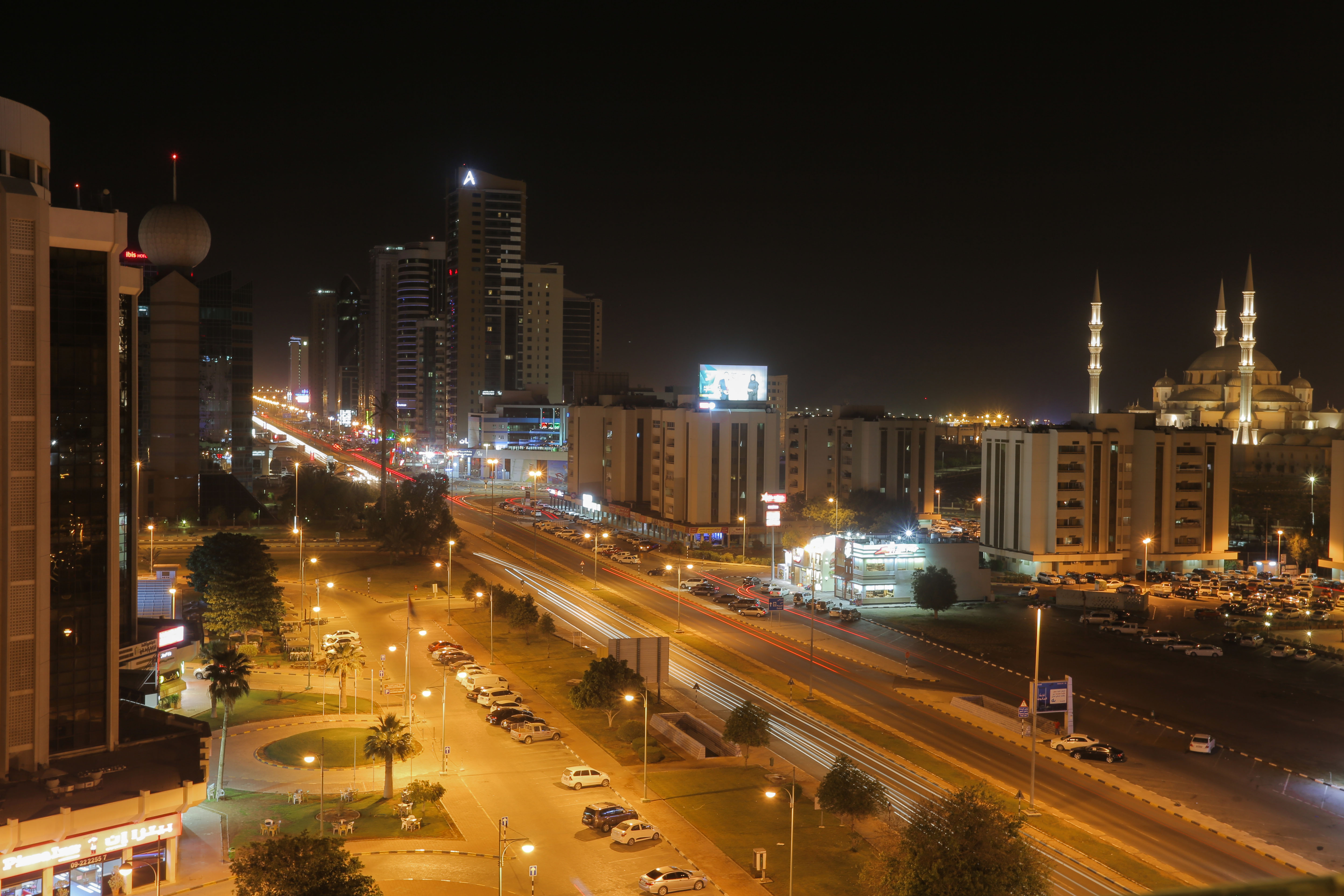